# Ipa keyserlingi
Espèce
Synonymes
- Linyphia keyserlingi Ausserer, 1867
- Linyphia guttata Thorell, 1875

Ipa keyserlingi est une espèce d'araignées aranéomorphes de la famille des Linyphiidae.

## Distribution
Cette espèce se rencontre en zone paléarctique.

## Publication originale
- Ausserer, 1867 : Die Arachniden Tirols nach ihrer horizontalen und verticalen Verbreitung. I. Verhandlungen der Zoologisch-Botanischen Gesellschaft in Wien, vol. 17, p. 137–170 (texte intégral).